# 吳舟師攻齊之戰
吳舟師攻齊之戰是發生於前485年吳國從海上攻伐齊國的戰爭。
前487年，齊悼公因夫人季姬一事出兵魯國，發生齊鮑牧攻魯之戰。開戰前，齊國向吳國請求援兵，又要求魯國把邾隱公放回邾國。邾隠公回國後暴虐無道，吳王夫差派太宰伯嚭攻打邾國，把邾隠公囚禁，扶立太子革為國君，是為邾桓公。是年秋天，魯國與齊國議和，送季姬至齊國。因為季姬深得悼公寵愛，齊國於同年十二月，便把在齊鮑牧攻魯之戰得到的讙及闡兩地還給魯國。
明年春天，齊悼公派公孟綽出使吳國，通知他們不用出兵。吳王夫差大怒，認為吳國不是聽命於齊國，在同年冬天，派使者到魯國約定一同攻打齊國。
前485年春天，邾隱公逃出邾國至魯國，因他是齊悼公外甥關係，最後逃至齊國，正好給吳國藉口攻打齊國。吳王夫差親自領兵，聯合魯哀公、邾桓公、郯子等一同攻打齊國南部，聯軍駐扎在鄎地。齊國大夫鮑息與悼公有殺父之仇，田成子田常唆使鮑息弒殺悼公，立其子公子壬為國君，是為齊簡公。然後隨即通知吳軍齊國國君已死。吳王夫差在軍營門外哭祭了三日。吳國大夫徐承統率水軍由海路入侵齊國，結果被打敗，只好撒退。此戰被稱為「吳舟師攻齊之戰」